# Kimishige Ishizaka
Kimishige Ishizaka (Tokyo, 3 de dezembro de 1925 - 6 de julho de 2018) foi um cientista japonês que descobriu os anticorpos da classe IgE, em 1966.

## Carreira
Seu trabalho foi considerado como um grande avanço na compreensão da alergia. Ele foi premiado com a Gairdner Foundation International Award em 1975 e em 2000 o Japão Prêmio por seu trabalho na área de imunologia. Ele foi eleito membro do United States National Academy of Sciences, em 1983. Os alunos incluem Tadamitsu Kishimoto, que trabalhou com ele na universidade Johns Hopkins. Ele conduziu muito do seu trabalho científico, juntamente com sua esposa, Teruko (Terry).
Morreu em 6 de julho de 2018, aos 82 anos.